# 1960年の読売ジャイアンツ
1960年の読売ジャイアンツ（1960ねんのよみうりジャイアンツ）では、1960年の読売ジャイアンツの動向についてまとめる。
この年の読売ジャイアンツは水原茂監督の11年目のシーズンである。

## 概要
初のリーグ6連覇と5年ぶりの日本一を目指しシーズンに臨んだが、開幕3戦目で広岡達朗が負傷リタイヤし、その後長嶋茂雄が遊撃を守る試合が数試合続いた。4月は首位に立ったものの5月は勝ち星が伸び悩み、広岡が戦列に復帰した下旬に中日に首位の座を明け渡す。7月に入ると大洋が首位争いに加わり、中日と三つ巴の争いとなる。9月に中日が脱落、巨人は7連勝で首位に迫るが、その前に立ちはだかったのが三原脩新監督率いる大洋であった。大洋との直接対決の14敗（11勝）のうち10試合が1点差負けと、なかなか三原大洋との差を詰められない水原監督の苛立ちは10月2日、広島とのダブルヘッダー第1試合に敗れ、大洋の優勝が決まるやついにピークに達し、第2試合にも敗れた後監督室に立ち入ったカメラマンに暴行を働くという不祥事を起こした。翌日から水原は謹慎、川上哲治ヘッドコーチがシーズン終了まで指揮を取り、シーズン終了後の11月19日に水原の辞任と川上の監督就任が発表された。11月26日には別所毅彦の一軍投手コーチ兼任も発表され、世代交代のシーズンとなった。
カード別成績ではそれまで得意の広島に相性が悪く、8勝17敗1分で負け越した。投手陣はルーキーで長嶋の立教大学の先輩である堀本律雄が29勝をあげて最多勝・新人王を受賞する活躍があったものの、1957年の入団以来3年連続で2ケタ勝利をあげた藤田元司が右肩痛で勝ち星が激減し、大ベテランの別所毅彦は300勝を達成するも往年のピッチングには程遠く、また別所・藤田とともに投手陣の柱だった安原達佳と堀内庄がそろって未勝利に終わるなど、誤算が相次いだ。打撃陣は長嶋が2年連続で首位打者を獲得し、二本足打法時代の王貞治は3番でチームトップの17本塁打を放つ活躍を見せたが、長嶋と王を除く打線は広岡のケガ、与那嶺要や土屋正孝の不振もありチーム打率.229に終わり、与那嶺はシーズン終了後に自由契約となり中日に移籍。土屋は契約更改したが、直後に土居章助とのトレードで国鉄スワローズへ移籍した。
またこの年は、6月1日より胸文字・胸番号・背番号・左袖文字、そして帽子のつばを赤に変更するが、1年で廃止された。

## チーム成績

### レギュラーシーズン
| 1 | 遊 | 広岡達朗   |
| 2 | 右 | 宮本敏雄   |
| 3 | 二 | 土屋正孝   |
| 4 | 三 | 長嶋茂雄   |
| 5 | 左 | 与那嶺要   |
| 6 | 中 | 藤尾茂     |
| 7 | 一 | 難波昭二郎 |
| 8 | 捕 | 森昌彦     |
| 9 | 投 | 伊藤芳明   |

| 順位 | 4月終了時 | 4月終了時 | 5月終了時 | 5月終了時 | 6月終了時 | 6月終了時 | 7月終了時 | 7月終了時 | 8月終了時 | 8月終了時 | 最終成績 | 最終成績 |
| ---- | --------- | --------- | --------- | --------- | --------- | --------- | --------- | --------- | --------- | --------- | -------- | -------- |
| 1位  | 巨人      | --        | 中日      | --        | 中日      | --        | 中日      | --        | 大洋      | --        | 大洋     | --       |
| 2位  | 大阪      | 2.0       | 巨人      | 1.5       | 大洋      | 0.5       | 巨人      | 1.0       | 中日      | 1.5       | 巨人     | 4.5      |
| 3位  | 国鉄      | 2.0       | 広島      | 2.5       | 巨人      | 1.5       | 大洋      | 1.5       | 巨人      | 4.0       | 大阪     | 6.0      |
| 4位  | 中日      | 2.5       | 国鉄      | 3.0       | 広島      | 2.0       | 国鉄      | 2.5       | 大阪      | 6.5       | 広島     | 6.5      |
| 5位  | 大洋      | 3.5       | 大洋      | 4.0       | 国鉄      | 3.0       | 大阪      | 6.0       | 国鉄      | 7.5       | 中日     | 9.0      |
| 6位  | 広島      | 5.0       | 大阪      | 4.0       | 大阪      | 5.0       | 広島      | 7.0       | 広島      | 7.5       | 国鉄     | 16.0     |

| 順位 | 球団             | 勝 | 敗 | 分 | 勝率 | 差   |
| 1位  | 大洋ホエールズ   | 70 | 56 | 4  | .556 | 優勝 |
| 2位  | 読売ジャイアンツ | 66 | 61 | 3  | .520 | 4.5  |
| 3位  | 大阪タイガース   | 64 | 62 | 4  | .508 | 6.0  |
| 4位  | 広島カープ       | 62 | 61 | 7  | .504 | 6.5  |
| 5位  | 中日ドラゴンズ   | 63 | 67 | 0  | .485 | 9.0  |
| 6位  | 国鉄スワローズ   | 54 | 72 | 4  | .429 | 16.0 |

## オールスターゲーム1960
| - 監督 水原茂 | - ファン投票 堀本律雄（出場辞退） 王貞治 長嶋茂雄 | - 監督推薦 森昌彦 |

## 表彰選手
| - 堀本律雄 新人王 最多勝利（29勝、初受賞） 沢村賞（初受賞） - 長嶋茂雄 首位打者（.334、2年連続2度目） 最多安打（151本、3年連続3度目） | - ベストナイン 長嶋茂雄（三塁手、3年連続3度目） |